# László Nemes
László Nemes (nacido como Nemes Jeles László, el 18 de febrero de 1977) es un escritor y director de cine húngaro. En 2015, su primer largometraje El hijo de Saúl obtuvo el Gran Premio del Jurado en el Festival de Cannes y el Óscar a la mejor película de habla no inglesa, entre otros.

## Trayectoria
Nemes nació en Budapest, pero creció en París. La familia de su madre desapareció en los campos nazis. Es hijo del director de cine András Jeles, y desde muy pronto se interesó por el mundo de los filmes, y rodó películas en su casa.
Tras estudiar Historia, Relaciones Internacionales y escritura para el cine, Nemes fue asistente del destacado director de cine Béla Tarr.
Rodó unos cuantos cortos, de cierta difusión y a los 38 años, rodó su primera película con gran éxito, El hijo de Saúl, que ha merecido un librito de gran crítico Georges Didi-Huberman: Sortir du noir, Minuit, 2015.
En El hijo de Saúl Nemes inventa la historia de un destacado "sonderkommando", que se habría rebelado contra las SS, el 7 de octubre de 1944. El personaje del film cree reconocer a su hijo entre los cadáveres de la cámara en la que se ve obligado a trabajar, y busca entonces su propia redención, consistente en celebrar el rito judío de la sepultura de ese hijo. Es un relato que desborda por completo el mundo documental. László Nemes hace posible un film sobre los campos sin abusar nunca de las imágenes, pasando lo indescriptible a ser un terrible y trabajado sonido de fondo, pero en sordina. Con lo que a juicio de muchos supera el debate sobre los límites en la representación del genocidio, que Georges Didi-Huberman inició recientemente en Imágenes a pesar de todo, al responder a un interrogante de Claude Lanzmann, el autor de Shoah.

## Cinematografía

### Largometrajes
- Saul fia (2015)
- Napszállta (2018)

### Cortos
- Llegadas (1999) (15 minutos, 16mm) (USA)
- The Matter with Baby Shoes (2006) (13 minutos, video) (USA)
- Con algo de paciencia (2007) (14 minutos, 35mm) (Hungría)
- Un encuentro en Red Rock Hill (2006) (5 minutos, 16mm) (USA)

## Premios y distinciones
Premios Óscar
| Año  | Categoría                          | Película        | Resultado |
| ---- | ---------------------------------- | --------------- | --------- |
| 2016 | Mejor película de habla no inglesa | El hijo de Saúl | Ganador   |

Festival Internacional de Cine de Cannes
| Año  | Categoría              | Película        | Resultado |
| ---- | ---------------------- | --------------- | --------- |
| 2015 | Gran Premio del Jurado | El hijo de Saúl | Ganador.  |
| 2015 | Premio de la crítica   | El hijo de Saúl | Ganador.  |

- 2007,  Hungarian Society of Cinematographers - (corto)
- 2007,  Hungarian Film Week (corto)
- 2007,  Festival Internacional de Bilbao (Documentales)
- 2008,  Angers Premiers Plans (corto europeo)
- 2008,  Athens International Film & Video Festival
- 2008,  Mediawave International Film Festival: Mejor Cinematografía
- 2008,  Indie Lisboa International Film Festival (corto)
- 2010,  Next International Film Festival Bucarest
- 2015,  Golden Globe for Best Foreign Language Film